# Hana Kubíková
Hana Kubíková (* 1957) je bývalá československá sportovní plavkyně.
S plaváním začínala pod vedením svého otce Emila ve vsetínském plaveckém oddíle Zbrojovky. Byla vysoké, urostlá a měla tak všechny předpoklady být úspěšná v plaveckém stylu znak. Poprvé na sebe upozornila na závodech v roce 1971, ale mezi československou znakařskou špičkou se začala prosazovat až od letní sezóny 1973. Na srpnovém světovém poháru zaostala pouhé dvě desetiny (2:28,9) za československým rekordem 2:28,7 Marty Juránkové z téhož roku.
Od roku 1974 byla zařazena do nově vzniklého střediska vrcholového sportu ministerstva školství (SVS MŠ) a přestěhovala se ze Vsetína do Prahy. Pod vedením trenéra Rudolfa Poledníka se mimo znaku výrazně zlepšila i v polohovém závodě. V dubnu na mezinárodních závodech v Sovětském svazu překonala poprvé československý rekord na 200 znak časem 2:28,2. K limitu pro start na srpnovém mistrovství Evropy ve Vídni však potřebovala zaplavat čas 2:27,9. Koncem června se v Gottwaldově na 200 m znak dokázala k limitu přiblížit na jednu vteřinu časem 2:28,0. Do 22. července kdy byla uzavíráná nominace potřebnou desetinu nezlepšila. Nominační komise jí však přesto na mistrovství Evropy schválila s odůvodněním, že mohlo jít o chybu měření – na velkých závodech se již používala elektronická časomíra. Na srpnovém mistrovství republiky bez nominačních starostí zvítězila na 200 m znak novým československým rekordem 2:27,1. Ve Vídni byla přihlášena také do obou polohových závodů aby si zvykla na elektronickou časomíru. Na 200 m polohový závod skončila v čase 2:33,54 v druhé polovině startovního pole. Na 400 m polohový závod chytila od začátku rytmus a po třetím úseku obracela jako první ve výborném čase 4:01,61. V závěrečném kraulovém úseku jí však došly síly a o konečky prstů jí přehmátla i její reprezentační kolegyně Lenka Churáčková. Její výsledný čas 5:15,29 byl lepší starého československého rekordu. Poslední den mistrovství byla na pořadu její hlavní disciplína 200 m znak. V rozplavbách vyrovnala vlastní československý rekord 2:27,10, ale k postupu do finále jí pár desetin scházelo. Při rozboru jejího výkonu trenéři konstatovali, že o postup do finále přišla kvůli horším obrátkám – proti Maďarce Zsuzsanně Czövekové ztratila na obrátkách dobrou sekundu.
V zimní sezóně 1975 se dostala do životní formy. Do konce měsíce dubna vylepšila československé rekordy na 100 m (1:07,6), 200 m (2:24,4) znak a 400 m (5:11,3) polohový závod.  S dalšími čtyřmi plavci figurovala v předběžné nominaci na červencové mistrovství světa v kolumbijském Cali. Plavecký svaz však dostal omezený rozpočet a koncem května zúžil nominaci na dva členy – Irena Fleissnerová, Daniel Machek, ve které nebyla uvedana. Na otázku proč byl místo ní zařazen Machek s výrazně horším umístěním ve světovém žebříčku, šéftrenér reprezentace Pavel Pazdírek odpověděl, že Machek má pro reprezentaci větší perspektivu. V červenci opět vylepšila vlastní československý rekord na 400 polohový závod časem 5:09,6 a úspěšnou letní sezónu zakončila koncem srpna na evropském poháru československým rekordem na 200 znam časem 2:24,32.
V olympijském roce 1976 na úspěšnou minulou sezónu nenavázala a na olympijských hrách v Montréalu nestartovala. Aktivní sportovní činnost ukončila po červencovém letním mistrovství republiky.